# Parafia św. Barbary w Ropience
Parafia św. Barbary w Ropience − parafia rzymskokatolicka z siedzibą w Ropience, w dekanacie Ustrzyki Dolne w archidiecezji przemyskiej.

## Historia
Wieś Ropienka była wzmiankowana już w 1513 roku, założona na prawie wołoskim. W 1893 roku zbudowano kaplicę grobową z fundacji Jana i Amelii Wierzbickich. 
W 1936 roku dekretem bpa Franciszka Bardy została erygowana parafia, z wydzielonego terytorium:  parafii Nowosielce Kozickie, parafii Jasień, parafii Tyrawa Wołoska, parafii Uherce. Na kościół parafialny zaadaptowano drewnianą kaplicę grobową Wierzbickich.
W 1937 roku do parafii należały miejscowości: Ropienka, Brelików, Lesszczowate, Paszowa, Romanowa Wola, Serednica, Stańkowa, Wańkowa, Zawadka. Na terenie parafii było 1468 rzymsko-katolików, 5969 grekokatolików i 285 Żydów. W 1952 roku było 2167 wiernych.
W latach 1938–1939 zbudowano murowany kościół w stylu neogotyckim, na placu ofiarowanym przez Marię Lewandowską właścicielkę wsi. 2 października 1938 roku bp Franciszek Barda poświęcił kamień węgielny. Po zakończeniu wojny wykonano prace wykończeniowe.
Do parafii należy 1 182 wiernych z miejscowości: Ropienka – 395, Ropienka Górna – 330, Stańkowa – 283 i Zawadka –143).
Proboszczowie parafii:
1936–1943. ks. Władysław Wardęga (administrator).
1943–1946. ks. Jan Wojnar (administrator excuriendo z Uherzec).
1946–1950. ks. Stanisław Folta (administrator excuriendo z Uherzec, a od 1947 z Nowosielec).
1950–1951. ks. Antoni Kotyrba.
1951–1959. ks. Franciszek Szajna (administrator).
1959–1982. ks. Stanisław Ziobro.
1982–2017. ks. kan. Stanisław Sieczkowski.
2017–2021. ks. Grzegorz Kolano.
2021 – nadal ks. Grzegorz Lęcznar.

## Kościoły filialne
- Ropienka Górna – W 1893 roku z fundacji Jana i Amalii Wierzbickich zbudowano drewnianą kaplicę grobową, która w 1936 roku została zaadaptowana na kościół parafialny. W 1999 roku papież Jan Paweł II poświęcił kamień węgielny pod budowę nowego kościoła. W 2005 roku poświęcono nowy murowany kościół pw. Najświętszej Maryi Panny.

Stańkowa – Kościół rozpoczęto budować w 1983 roku, a poświęcony został 23 września 1984 roku przez bpa Ignacego Tokarczuka pw. św. Józefa Robotnika.

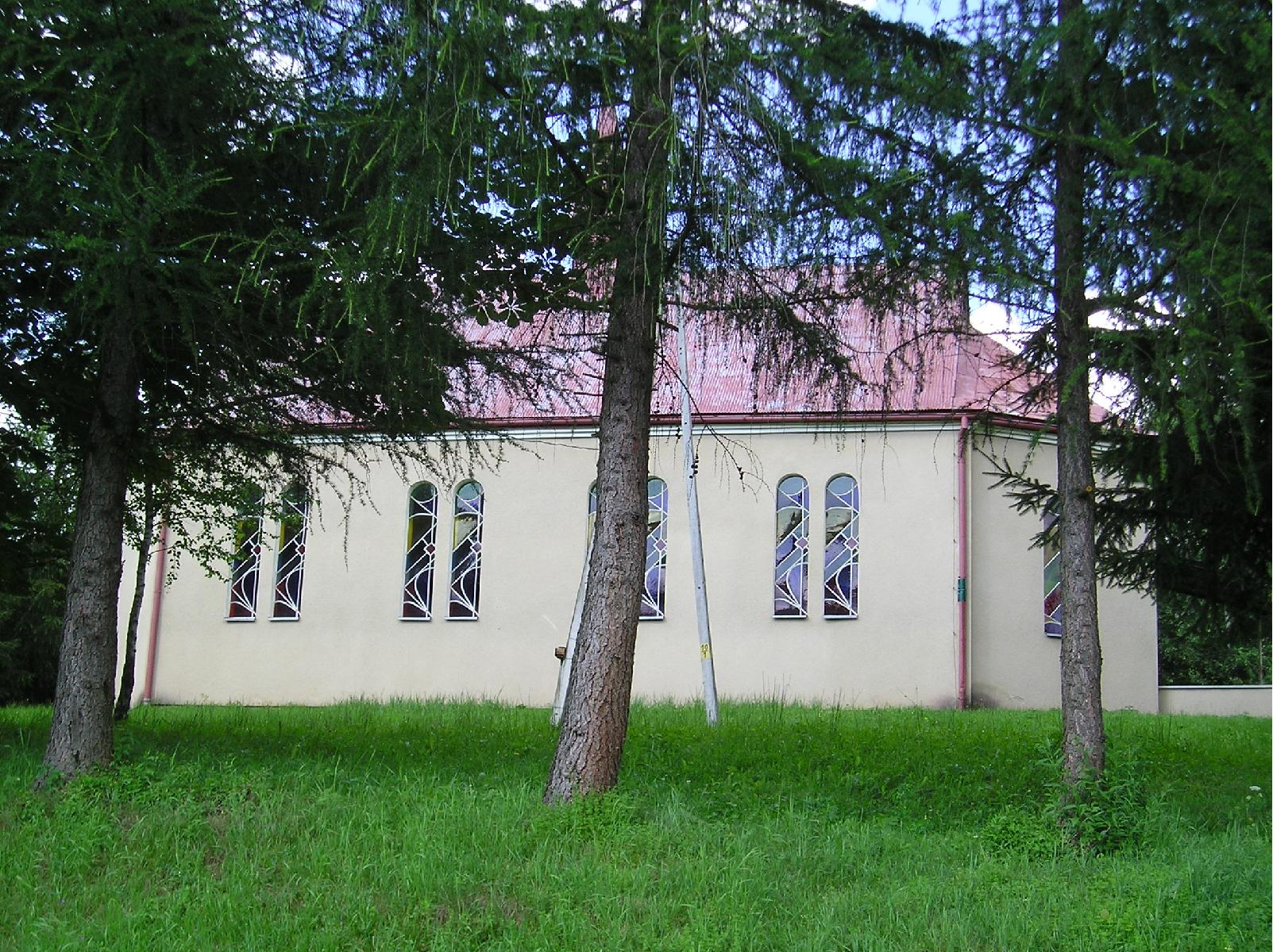
Kościół filialny w Stańkowej
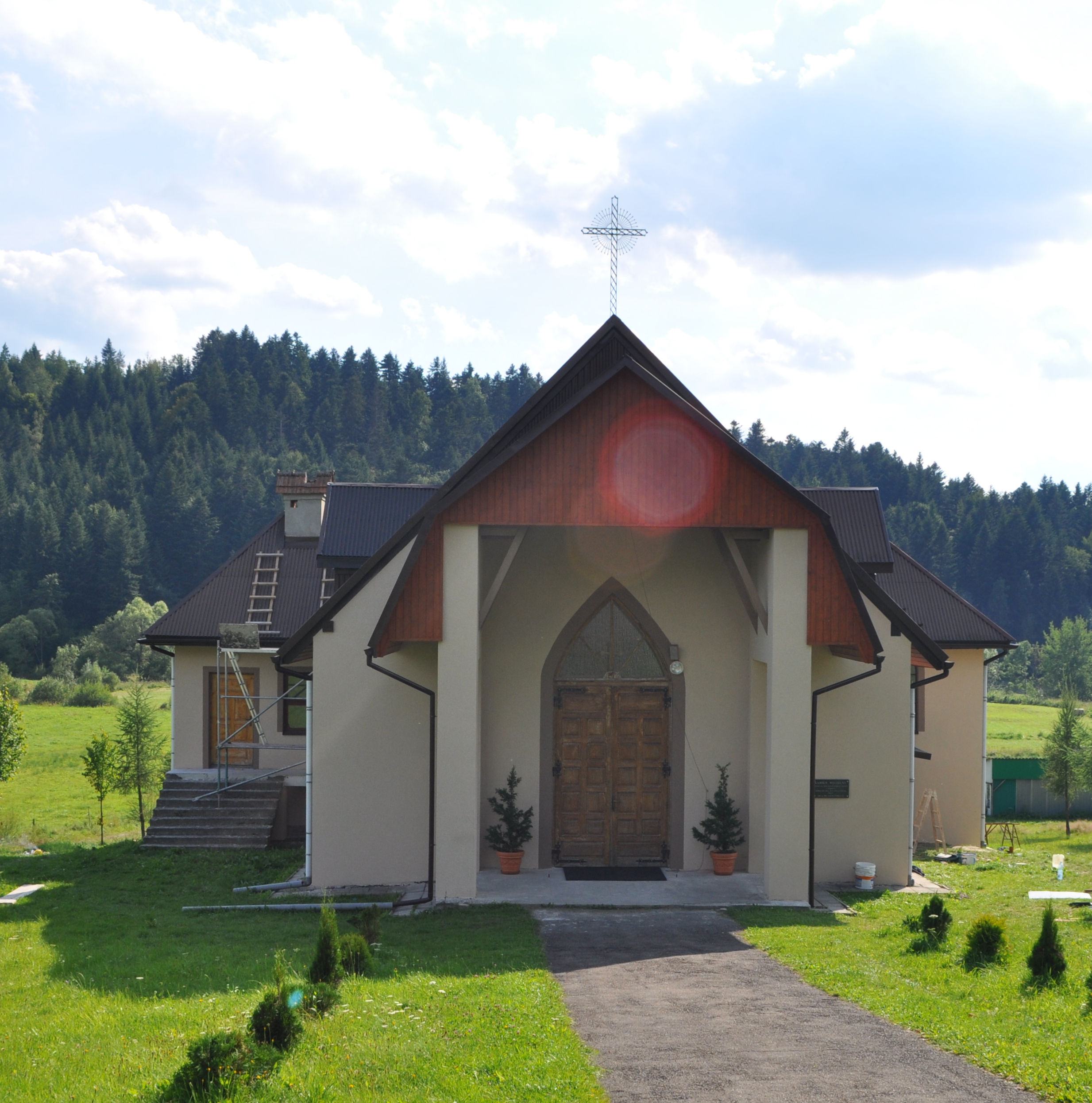
Kościół filialny w Ropience Górnej
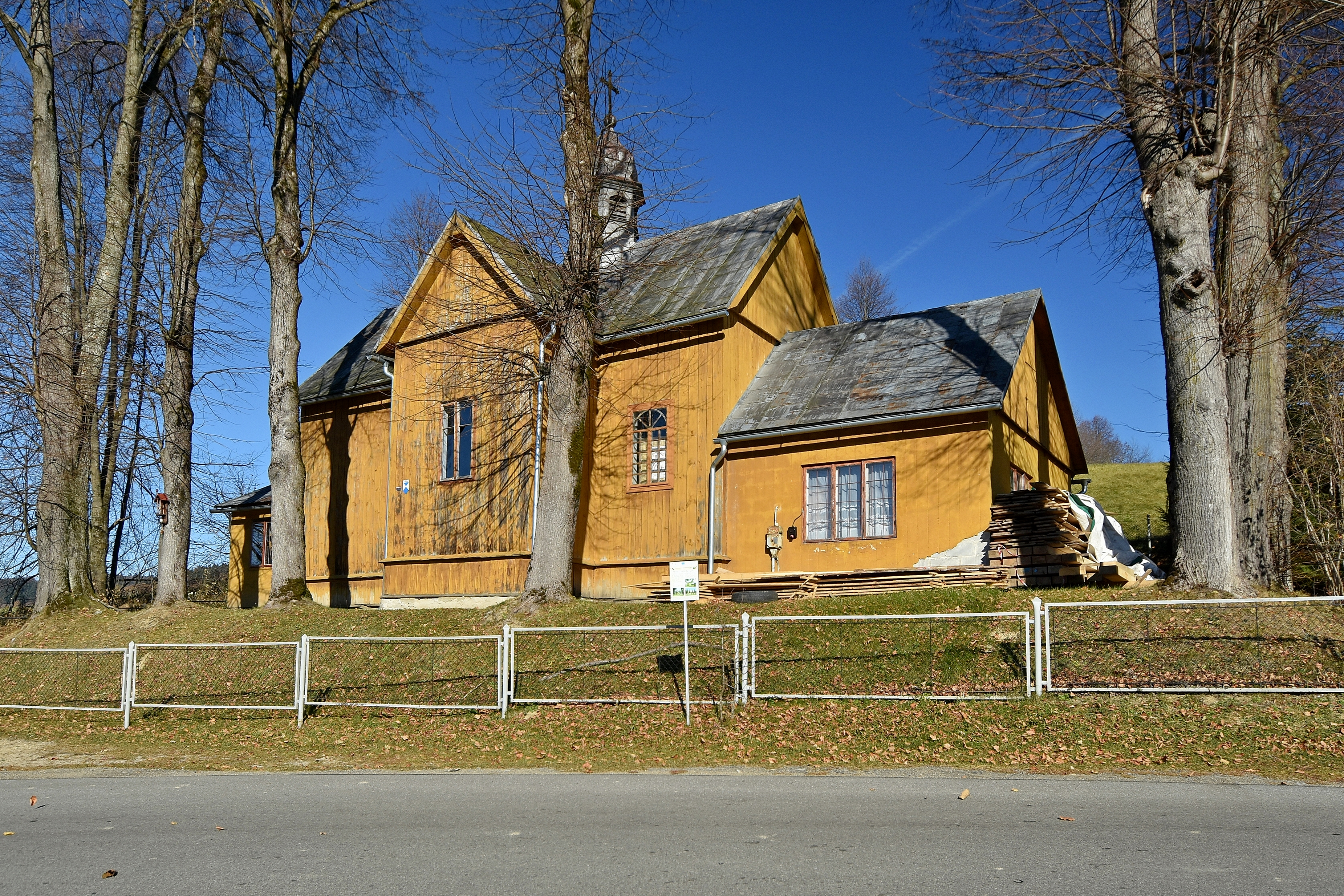
Zabytkowy kościół z 1893 w Ropience Górnej